# Radimovice u Želče
Radimovice u Želče – wieś i gmina w Czechach, w powiecie Tabor, w kraju południowoczeskim. Według danych z dnia 1 stycznia 2014 liczyła 396 mieszkańców.